# Passaggio
Passaggio is een term uit het klassieke zingen, die de overgang beschrijft tussen vocale registers.
De passaggi (meervoud) van de stem liggen tussen de verschillende vocale registers, zoals de borststem, waarbij elke zanger een krachtig geluid kan produceren, de middenstem en de hoofdstem, waarbij een krachtig en resonerende geluid mogelijk is, maar meestal alleen door vocale training. 
De historische Italiaanse zangschool beschrijft een primo passaggio en een secondo passaggio via een zona di passaggio in de mannelijke stem en een primo passaggio en secondo passaggio in de vrouwelijke stem.
Een belangrijk doel van de klassieke stemtraining in de klassieke stijlen is om een gelijkmatig timbre tijdens de hele passaggio behouden. Door adequate training is het mogelijk om een resonant en krachtig geluid te produceren.

## Zangstemmen
Elke zangstem heeft een bepaald register. Zangstemmen worden ingedeeld in kopstem, middenstem en borststem. De overgangen tussen de registers worden passagi genoemd.